# شارل ژوزف دو هارله دو دولن

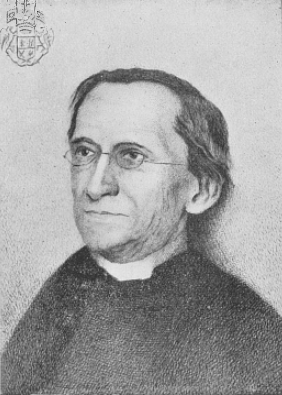

شارل ژوزف دو هارله دو دولن (به فرانسوی: Charles-Joseph de Harlez de Deulin) (زاده ۲۱ اوت ۱۸۳۲- مرگ ۱۴ ژوئیه ۱۸۹۹) خاورشناس، کشیش و ترجمه‌گر متن‌های مَزدَیَسنی بلژیکی بود. وی استاد زبان‌های شرقی در دانشگاه لوون و عضو فرهنگستان پادشاهی بلژیک بود.

## زندگی‌نامه
وی زادهٔ شهر لیژ بود. خانواده‌اش از سرشناسان این شهر بودند. در آغاز در لیژ قانون خواند ولی با همهٔ کامیابی‌هایش از این رشته از پیشهٔ قانون‌دانی خرسند نبود. پس به خداشناسی پرداخت و در ۱۸۵۸ کشیش شد. سپس رئیس دانشکدهٔ سن کیرن در هوئی شد. در ۱۸۷۶ وی مسئول آموزشگاه هنر - که با پیوند با دانشگاه کاتولیک لون برای کشیش‌های جوان برپاشده‌بود - گشت و تا چهار سال در این جایگاه ماند. گرایشش به آموزه‌های شرقی وی را بر آن داشت تا بدین زمینه بپردازد. وی در ۱۸۷۱ استاد بخش خاورشناسی دانشگاه لوون گردید. او انرژی خود را صرف آموختن اوستا نمود و میان سال‌های ۱۸۷۵-۷۷ ترجمهٔ این کتاب را به چاپ رساند.
پیش از او اشپیگل اوستا را به آلمانی ترجمه‌کرده‌بود و آنکتیل دوپرون برای برگردان آن به فرانسوی کوشیده‌بود. ترجمهٔ هارله دارای تفسیر اوستا نیز بود. ویرایش دوم این اثر در ۱۸۸۱ به چاپ رسید. پیوند میان اوستا و ریگ‌ودا هنوز به درستی درک نمی‌شد، پس هارله به آشکار نمودن این پیوند کمر بست. هارله بر اختلاف‌های میان این دو نوشته انگشت نهاد و آنها را از همانندی‌های این دو آشکار ساخت. دیدگاهش با مخالفت‌هایی رو به رو شد و کسانی چون جیمز دارمستتر بر دیدگاه او خرده می‌گرفتند.
در ۱۸۸۳ هارله به سوی بخش دیگری رفت؛ زبان و ادبیات چینی. در این بخش او به سوی پرسمان‌های مربوط به آیین چین باستان کشیده شد. او روزنامه‌ای را بنیاد نهاد به نام موزئون و خود سردبیریش را بر عهده‌گرفت. این روزنامه به تاریخ و به ویژه تاریخ دین می‌پرداخت. او در این روزنامه به جستارهی ایرانی و چینی می‌پرداخت. وی که استاد سانسکریت بود رساله‌ای را در این زمینه برای دانشجویانش فراهم ساخت. او با ادبیات منچوری آشنا بود و در ۱۸۸۴ رساله‌ای را دربارهٔ زبان منچو نگاشت. با کوشش‌های او آموزشگاه دانش‌های شرقی لوون به شکوفایی رسید. در بیست و پنجمین سالگرد استادی وی در لوون مجموعه‌ای به نام او دربردارندهٔ بیش از پنجاه نوشتار دانشی از پژوهشگران کشورها و آیین‌های گوناگون بدو پیشکش شد. هارله در ۱۸۹۹ در لوون درگذشت.

## اثرها
- ترجمهٔ اوستا
- دستور زبان سانسکریت
- ریشه‌های آیین زرتشتی
- رساله‌ای در زبان منچوری
- تاریخ امپراتوری کین
- دین ملی تاتارهای خاوری، منچوری‌ها و مغول‌ها با مقایسه با آیین چینی‌های قدیم
- رسالهٔ زبان اوستا[۲] (پاریس، ۱۸۷۹)
- رسالهٔ پهلوی[۳] (پاریس، ۱۸۸۰)
- آموزه‌های ایرانی [۴] (پاریس، ۱۸۸۰)
- آیین بودایی، برهمایی و ترسایی[۵](بروکسل، ۱۸۸۱)
- کتاب مقدس در هندوستان[۶](پاریس، ۱۸۸۲)
- نوشتهٔ اصلی ای چینگ[۷]